# Луганське музичне училище
Луга́нське музи́чне учи́лище — навчальний заклад, що існував у місті Луганськ в 1945—1997 роках.
Створено 1945 на основі Луганської музичної профшколи (засн. 1927), де викладали гру на фортепіано, струнних інструментах, спів. Першим директором училища був С. Васильєв. початково училище включало 4 відділення — народних, духових інструментів, фортепіанний та диригентсько-хоровий. У 1950—60-х відкрилися струнно-смичкове й теоретичне відділення. Було створено хор під керівництвом Е. Бєлявського, оркестр народних інструментів під керівництвом з. д. м. УРСР Г. Аванесова, духовий оркестр під керівництвом В. Мингальова. Ці колективи системам брали участь у концертах міського і обласного рівнів. У 1970—90-х директор Училища — Є. Лобко. В цей час в училищі відкрите естрадне та вокальні відділення.
У 1997 музичне училище було об'єднано з художнім училищем та культурно-освітнім училищем, на базі цих закладів створено Луганський коледж культури та мистецтв, у 2011 приєднаний до Луганської державної академії культури і мистецтв як відокремлений підрозділ, який із захопленням Луганська терористами з 2014 року працює у місті Кремінна. Проте музичним спеціальностям станом на 2020 рік в цьому закладі не навчають.

## Серед викладачів
- Георгій Аванесов

## Серед вихованців
- Георгій Аванесов — диригент.
- Білоконєв Микола Трохимович (* 1937) — український домрист (домра-кобза), диригент, педагог.
- Водовозов Альберт Федорович — композитор, заслужений діяч мистецтв УРСР.
- Воєводін В'ячеслав Васильович — ректор Донецької консерваторії у 1997- 2009 роках.
- Анатолій Калабухін — домрист, диригент, народний артист України.
- Ігор Мамушев — головний концертмейстер Заслуженого академічного Ансамблю пісні і танцю Збройних Сил України, заслужений артист України.
- Олег Тимошенко — хоровий диригент, народний артист України, ректор НМАУ у 1983-2004 роках
- Ірина Беспалова-Примак — співачка (сопрано), актриса Київського театру оперети, заслужена артистка України (2012).
- Старицький Михайло Федорович — композитор.